# Präverb
Als Präverb (Mehrzahl Präverbien, Präverben) (oder allgemeiner: Verbzusatz) bezeichnet man in der Linguistik dem eigentlichen Verb vorangestellte Elemente, die formal Adverbien oder Präpositionen sind, jedoch mit dem Verb sehr eng zusammenspielen. Die Abgrenzung zu Präfixen ist nicht immer klar. Häufig sind dabei Funktionen wie Orts- oder Richtungsangaben, aber auch übertragene Bedeutungen treten auf. Präverbien finden sich vor allem in den indogermanischen Sprachen sowie in den drei kaukasischen Sprachfamilien und in einigen Sprachfamilien Nordamerikas.
In der deutschen Grammatik spielen Präverbien eine sehr große Rolle, sie werden hier häufiger als „(Verbal-)Partikeln“ bezeichnet. Siehe hierzu den Artikel Partikelverb.
In den slawischen Sprachen wie auch im Georgischen werden Elemente zur Aspekt- oder Tempusmarkierung als Präverbien bezeichnet. In den slawischen Sprachen handelt es sich dabei um echte Präfixe; im Georgischen um eine Positionsklasse, die von engeren Präfixen unterschieden wird. Durch die Verwendung eines solchen Präverbs wird eine Verbform perfektiv, z. B. polnisch pisać (schreiben) vs. napisać (fertigschreiben, zuendeschreiben), georgisch exmarebi (du hilfst) vs. daexmara (du hast geholfen). Aus dem Georgischen ist auch eine futurische Funktion von Präverbien bekannt, siehe Georgische Grammatik.
Es gibt auch Verbzusätze, die nicht buchstäblich „Prä-Verben“ sind, sondern dem Verb folgen, etwa im Schwedischen (siehe unter Partikelverb #Partikelverben im Sprachvergleich).